# TV Åland
TV Åland is een Zweedstalige particuliere lokale tv-omroep in de autonome Finse regio Åland. De omroep is gevestigd in de hoofdstad Mariehamn. Ongeveer 80% van de inwoners van Åland kan het kanaal via de kabel ontvangen.
De eerste uitzending van de omroep was op 2 september 1984. De omroep heeft meerdere eigenaren gehad: aanvankelijk was het Ålands Videoproduktion Ab tot aan het faillissement in het midden van de jaren '90. De zender werd toen overgenomen door Weman Media Ab. Momenteel wordt het kanaal beheerd door ÅRTV (Ålands Radio & TV), dat ook een radiokanaal verzorgt.